# Scaphinotus angusticollis
Scaphinotus angusticollis är en skalbaggsart som beskrevs av Mannerheim. Scaphinotus angusticollis ingår i släktet Scaphinotus och familjen jordlöpare. Inga underarter finns listade i Catalogue of Life.

## Bildgalleri

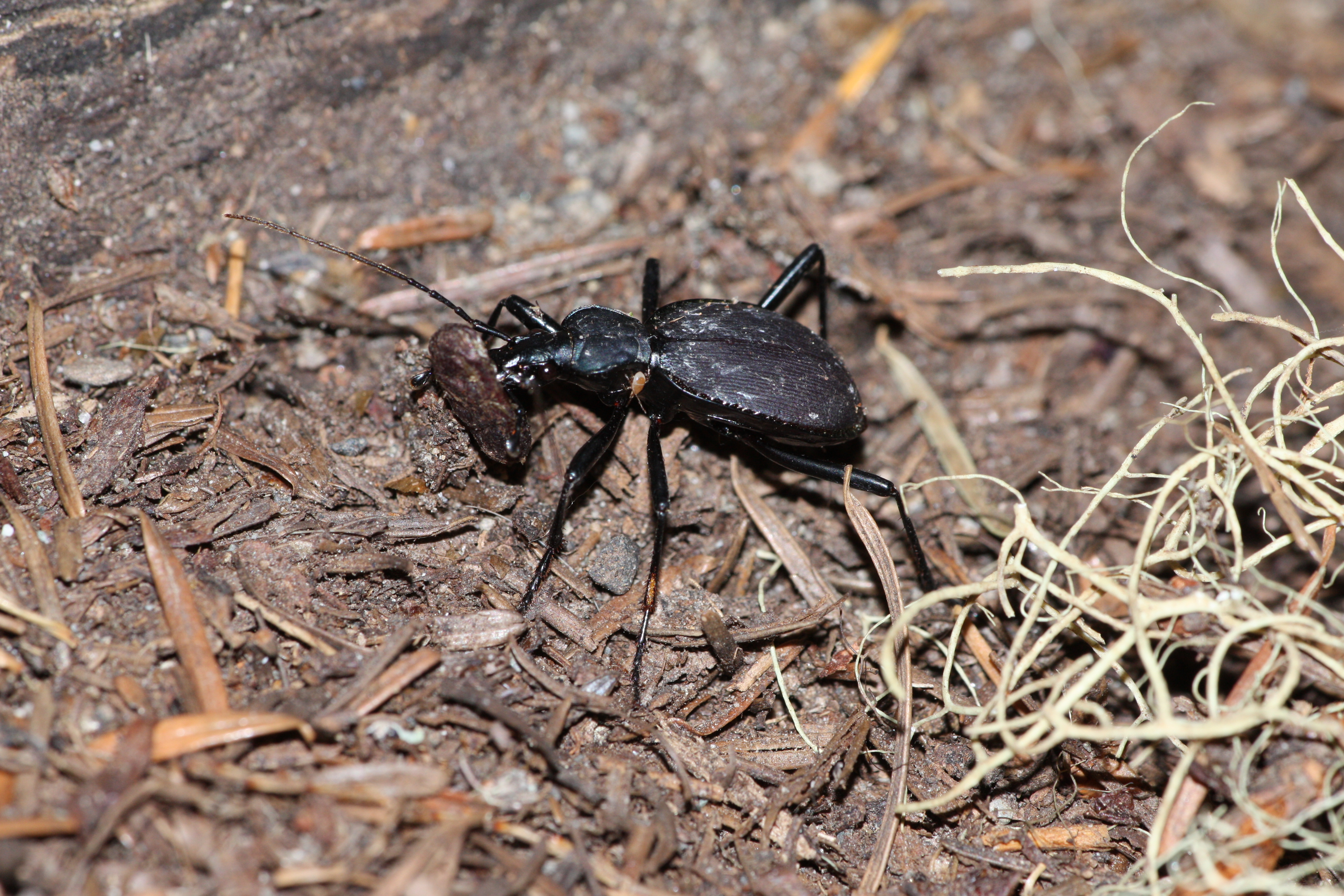
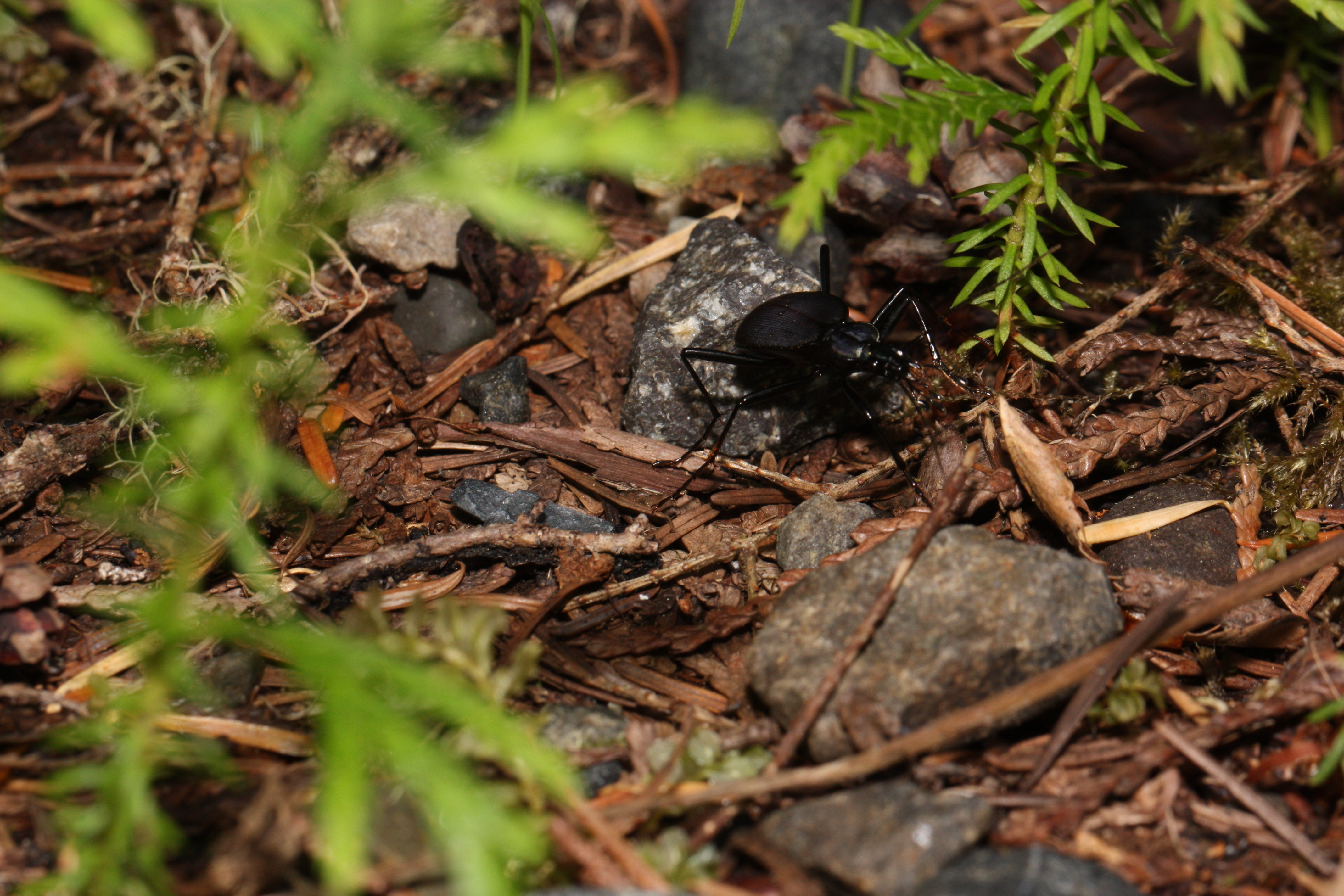
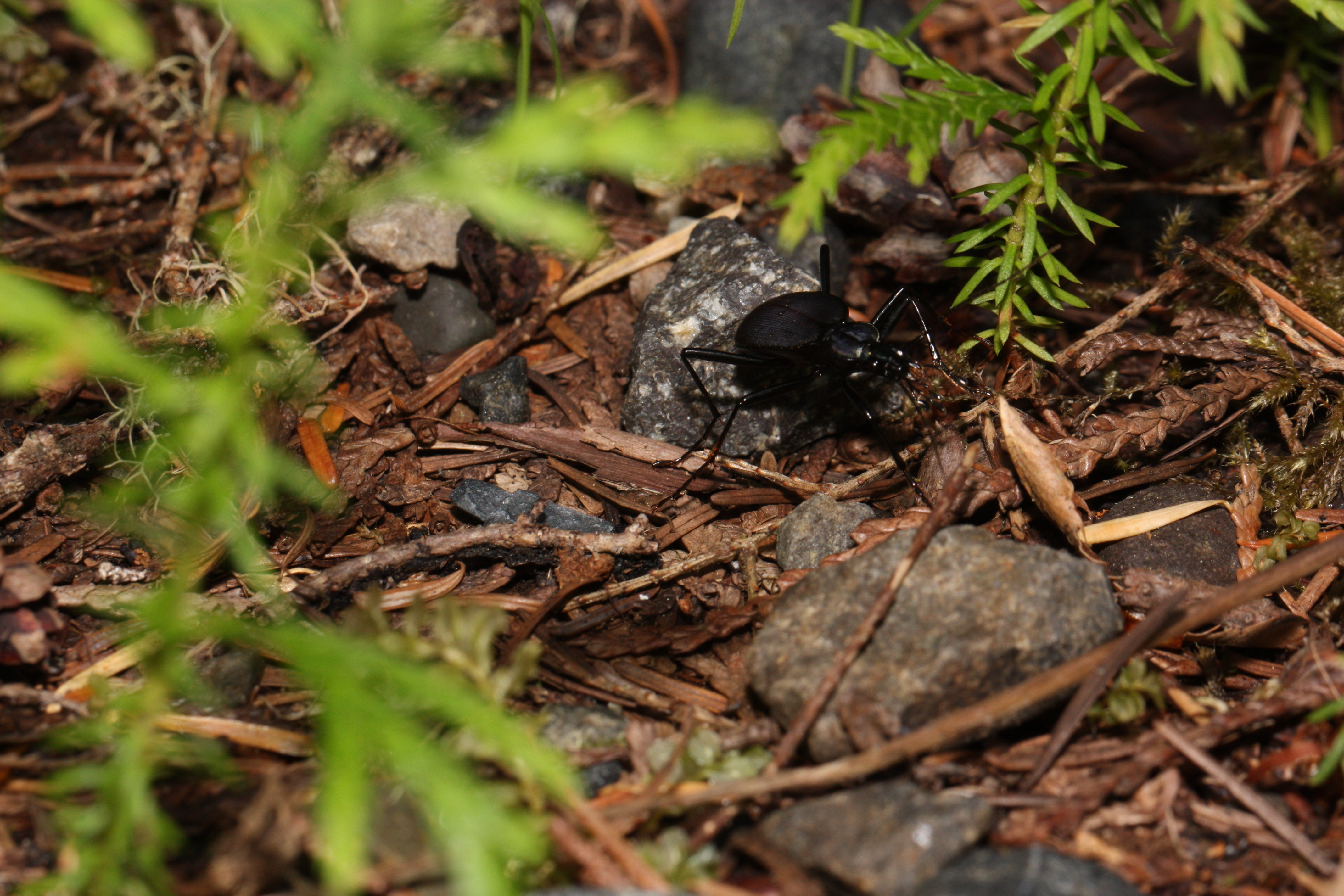
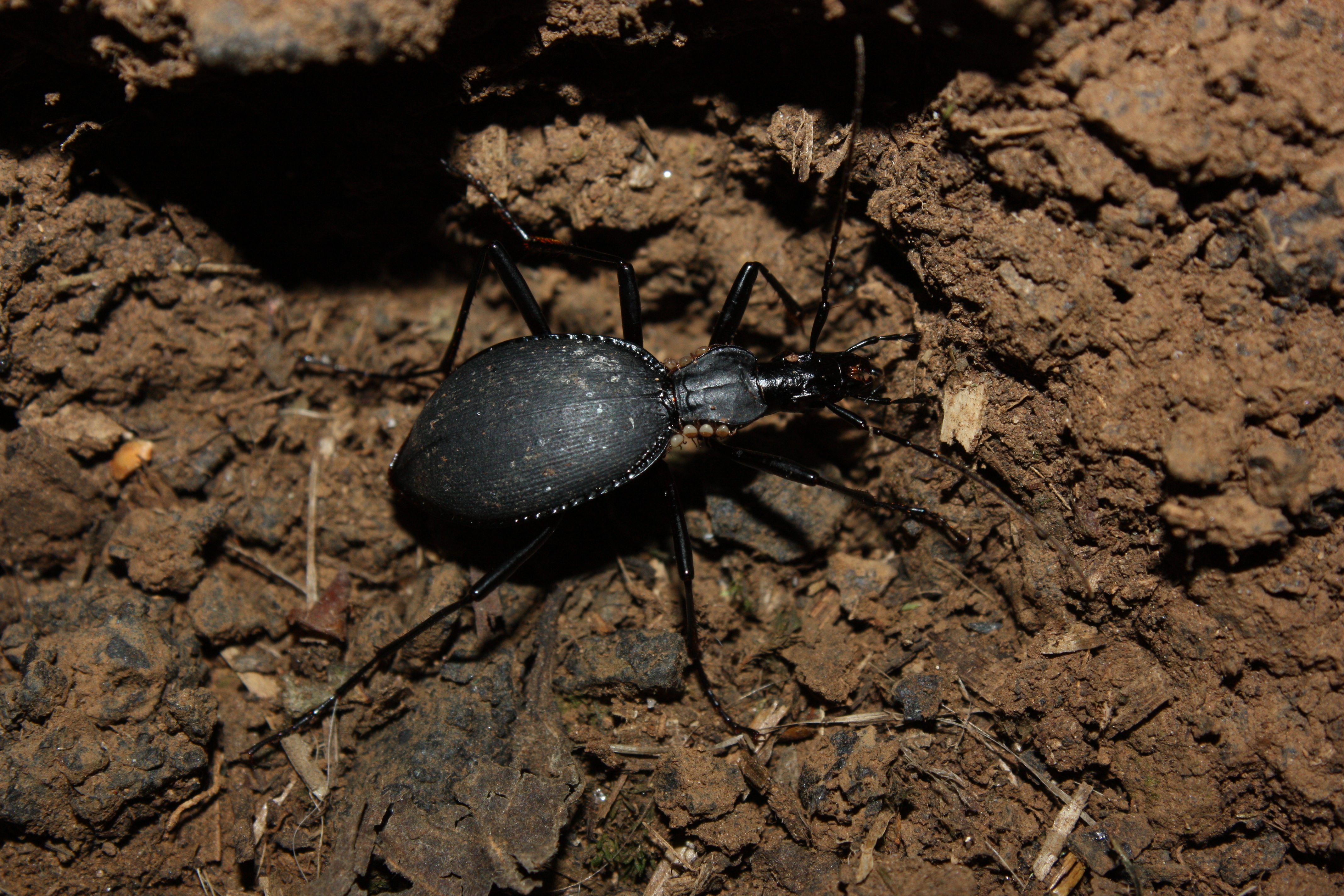
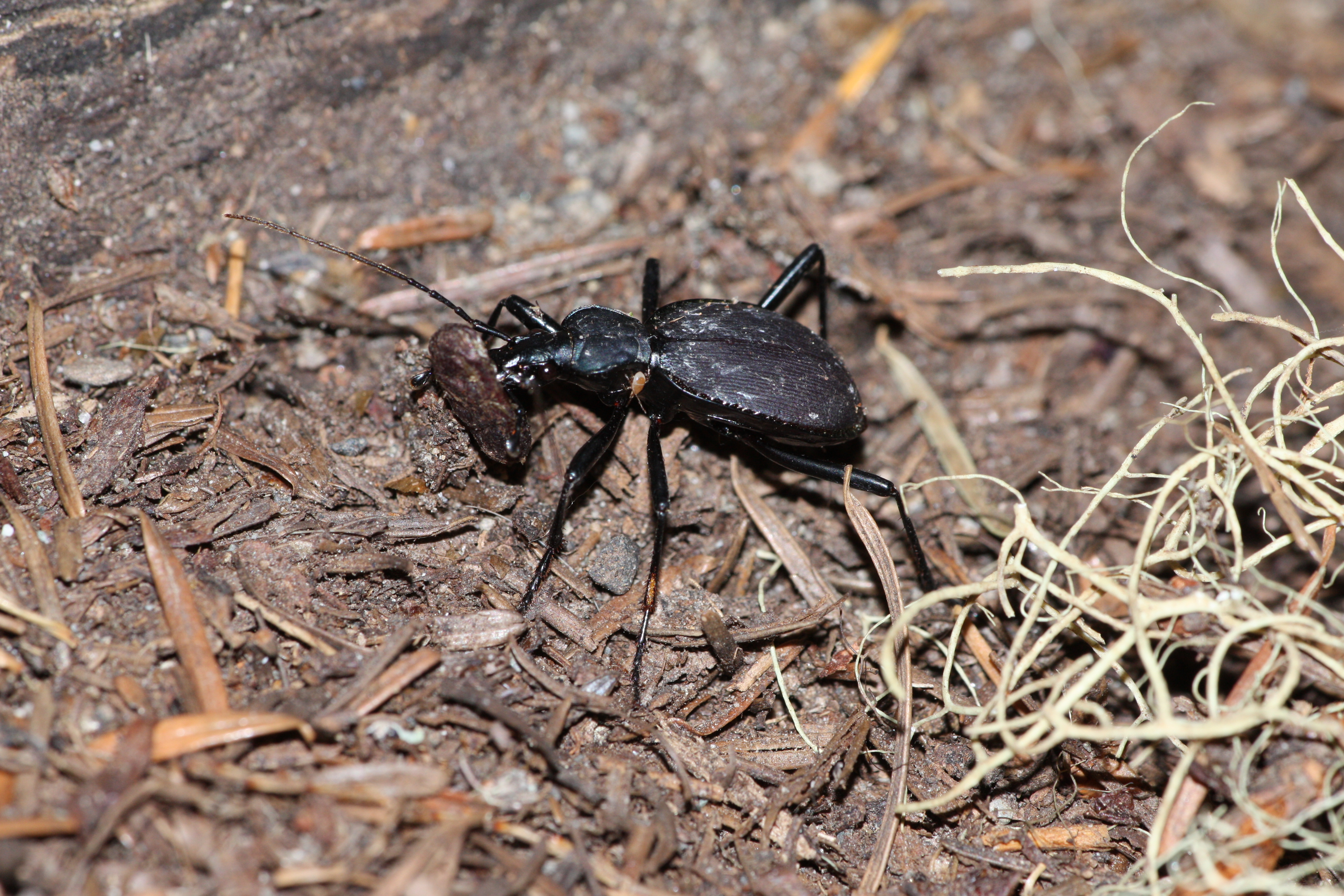
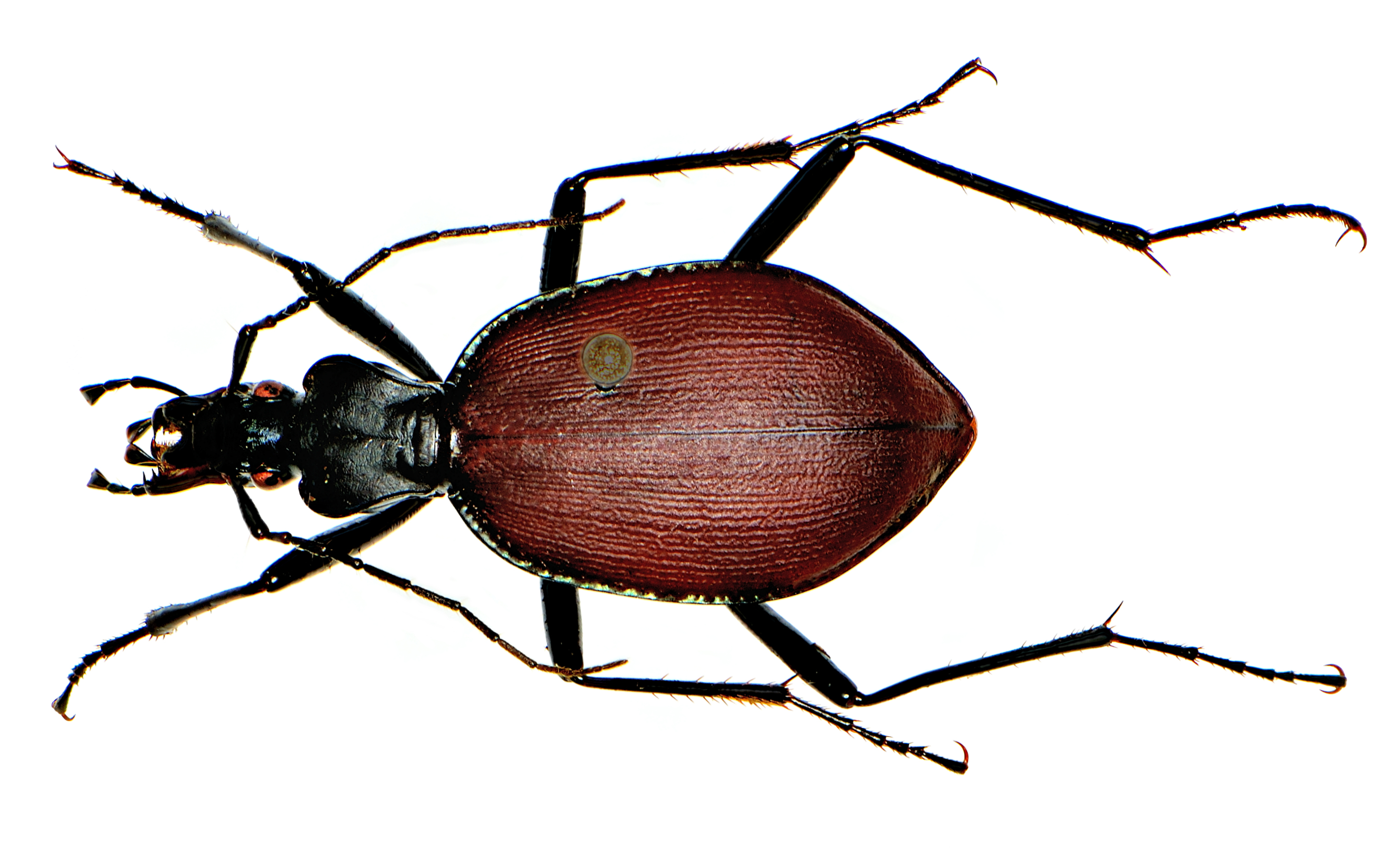